# 宮内美沙子
宮内 美沙子（みやうち みさこ、1946年6月13日 - ）は、看護婦、随筆家。
京都府出身。本姓・柴野。国立療養所宇多野病院付属高等看護学校卒。都内で看護婦として働く。夫は新聞記者の柴野徹夫。1987年に『看護病棟日記』を刊行して話題となり、数冊の著作をなした。

## 著書
- 『看護病棟日記』未来社 1987　のち角川文庫
- 『ナースキャップは「ききみみずきん」 看護の現場から』未来社 1988　のち角川文庫
- 『看護婦 この道一筋、自立する女性の夢と仕事』実業之日本社 仕事-発見シリーズ 1991
- 『木もれ日の病棟から』未来社 1991　のち角川文庫
- 『看護病棟24時』集英社文庫　1994　のち角川文庫
- 『患者にまなぶ』岩波書店・シリーズ生きる　1994
- 『看護婦は家族の代わりにはなれない 病棟で見た家族の姿』講談社 1997　のち角川文庫